# Ewiger Friede (1634)

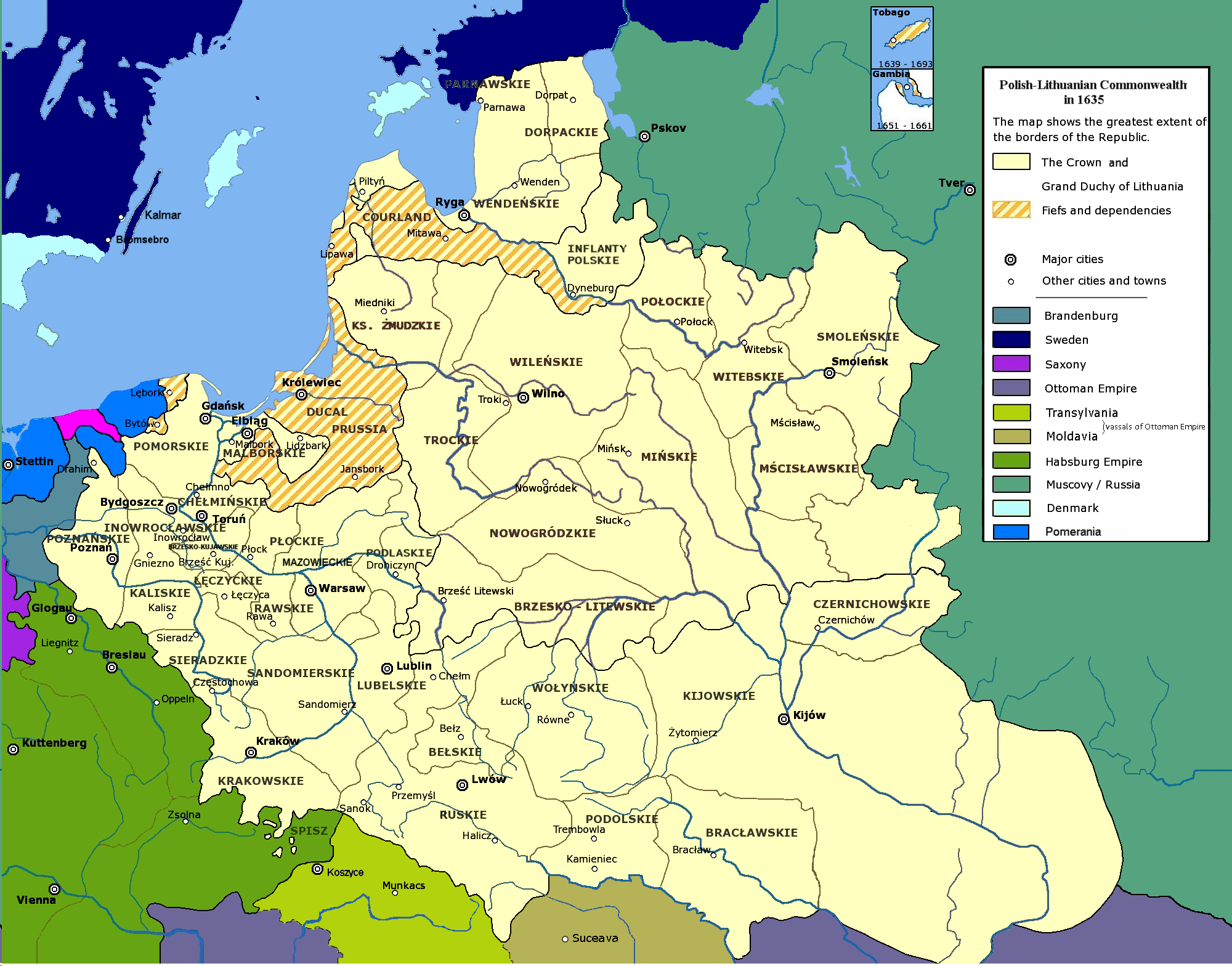
Polnisch-Litauische Union im Jahr 1635

Der Ewige Friede von 1634, auch Friede von Polanów, war ein Friedensvertrag zwischen Polen-Litauen einerseits und dem Zarentum Russland andererseits. Der Vertrag wurde am 14. Juni 1634 im Dorf Semljowo in der Nähe des Flusses Poljanowka (russ. Поляновка), gelegen zwischen Wjasma und Dorogobusch (daher der alternative Name des Vertrages), unterzeichnet und beendete völkerrechtlich den Russisch-Polnischen Krieg 1632–1634, auch Smolensker Krieg genannt.
Das Friedenstraktat bestätigte, bis auf wenige territoriale Gebietsänderungen, den Status quo ante, also den Vorkriegszustand, wie ihn der Waffenstillstand von Deulino am 25. Dezember 1618 festgelegt hatte. Außerdem verpflichtete sich der russische Zar, Michael I., der polnischen Seite eine Kriegsentschädigung in Höhe von 20.000 Rubeln in Gold zu bezahlen, während der polnische König, Władysław IV. Wasa, formell auf seinen Anspruch auf die russische Zarenkrone verzichtete und der russischen Seite die königlichen Insignien Russlands zurückgab, die während des Polnisch-Russischen Kriegs 1609–1618 in den Besitz Polens gelangt waren. Des Weiteren wurde ein Abkommen zum Gefangenenaustausch und ein Handelsvertrag vereinbart.
Der Vertrag beendete eine Serie mehrerer Kriege zwischen Polen-Litauen und seinen Nachbarn, die das Königreich seit Anfang des 17. Jahrhunderts erschütterten. Die 14 Jahre Frieden, die dem Vertrag von Polanów folgten, gehörten zu den prosperierendsten in der Geschichte Polens und Litauens, denen ab 1648 für fast die nächsten drei Jahrzehnte die „Zeit der Blutigen Sintflut“ folgte.